# روبرتو دی فیلیپیس
روبرتو دی فیلیپیس (انگلیسی: Roberto De Filippis؛ زادهٔ ۲۸ ژانویهٔ ۱۹۸۸) بازیکن فوتبال اهل ایتالیا است.
از باشگاه‌هایی که در آن بازی کرده‌است می‌توان به باشگاه فوتبال اینتر میلان اشاره کرد.